# 背景輻射

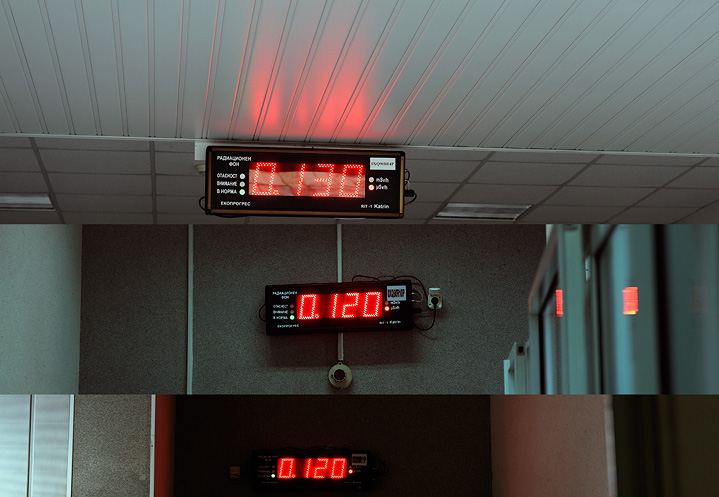
圖片顯示在核電廠和其他設施的場所，存在着輻射量比背景輻射高的核汙染危險。

背景輻射（英語：background radiation），又稱本底輻射，是在環境中持續存在，可以是源自人為排放或自然存在的輻射，主要的來源有：
- 來自地球的：這些包括來自食物和水、地上的物體及其它建築材料的產品等，合併起來一起產生的輻射源；
- 來自太空的：以宇宙線的形式呈現；
- 來自大氣層的：主要來自由地殼內經過放射性衰變散逸至大氣層內的氡，隨後的衰變會使大氣層內的灰塵和微粒都帶有輻射。另外的貢獻是源自高能宇宙射線轟擊大氣層中的原子產生的放射性元素。

大約有3%的背景輻射來自其他的人造來源，像是：
- 自己發光的羅盤和信號。
- 由於過去的核武試爆造成全球的輻射汙染。
- 核電廠或核燃料處理場的事故。
- 用於核電廠的設施和科學研究的正常操作。
- 燃燒的礦物燃料的排放，像是火力發電的燃煤。
- 核子醫學設施和病人的正常排放。
- 核子醫學使用的放射性物質回收或處理不當造成的排放。

意外的暴露在人造的放射源下會導致接收到數倍於天然或正常的人造輻射暴露量。另外，放射性治療也會造成較高的輻射接觸。然而，來自自然背景輻射的暴露，還是接收到的輻射主要來源。

## 自然背景輻射
自然背景輻射有兩個主要的來源：宇宙射線和源自地球的，全球平均的背景劑量為每年每人2.4毫西弗 (mSv)，台灣年平均天然輻射約為1-2毫西弗。這些曝露幾乎全都來自宇宙射線和環境中的天然放射性核素。這個數值遠大於人造的輻射曝露，在2000年的一年當中，累積歷年的核武試驗、核電廠意外和核能工業操作的總合，為年平均值5μSv；並且也大於來自醫療接觸，由0.04至1mSv的年平均值。老舊的燃煤發電廠未能有效攔截的粉塵才是人造背景輻射的最大來源。
背景自然輻射的強度也會因地而異，有些地區明顯的高於平均值，這些地區包括伊朗的藍薩、巴西聖埃斯皮里圖州的瓜拉巴里、和印度喀拉拉邦果拉姆縣的克拉拉、澳洲南澳州的阿卡魯拉、和中國的陽江。在藍薩曾經紀錄到的年峰值劑量是260mSv。

### 宇宙射線
地球，和生活在其上的所有生物，都不斷的遭到來自外太空的輻射轟擊。這些輻射主要包括從質子到鐵的帶正電離子，和在太陽系之外釋出的大核。這些輻射和原子核的交互作用，在大氣層內創造出的次級輻射包括X射線、緲子、質子、α粒子、π介子、電子、和中子。來自宇宙射線的直接劑量很大的程度上來自緲子、中子和電子，並且這些劑量的變化在很大的程度上是基於地球磁場和高度。這種輻射的強度在對流層的上層，大約10公里的高度上最強，因此航空公司的人員和經常搭機的乘客，他們每年花費較多的時間在這種環境中，需要特別的關注。同樣的，在太空中的太空人也會因為宇宙射線，而比在地面上的人曝露在更高劑量的背景輻射下。在低軌道的太空人，像是國際太空站或是太空梭，雖然受到地球磁場遮罩的部分保護，但也會進入地球磁場和宇宙射線作用產生的范艾倫輻射帶內而受到侵襲。在地球的低軌道之外，像是前往月球旅行的阿波羅太空人，會遇到更強的背景輻射，並且這也是未來人類要長期探索月球或火星的一大障礙。
宇宙射線也會造成大氣層中的元素產生蛻變，宇宙射線產生的次級輻射與大氣層內的原子核結合，生成不同的放射性核素，能產生很多所謂的宇宙成因核素，其中最值得注意的是由氮原子交互作用產生的碳-14。這種宇宙成因核素最後會抵達地球的表面，並且可以與生物合併。這些核素的產量會因未向內的宇宙線通量的短期變化而有所不同，但是在數千年至數百萬年的長時間內，其產生卻是源源不絕從未間斷過。這不變的產量、與生物的結合和相對較短的半衰期，使碳-14被用在放射性定年上，可以測量古生物，像是人造木器或人類遺骸的年代。

### 地球上的來源
放射性物質來自全球各地，它出現在自然的土壤、岩石、水、空氣和植被。與地球的輻射有關的主要放射性核素通常是低放射性的，例如鉀和碳的同位素，或是罕見但極具放射性的元素，像是鈾、釷或鐳和氡。這些來源有許多因為放射性衰變，從地球誕生時就開始減少，所以現在沒有太多的數量留存在地球上。因此，現在地球上仍活動的鈾-238因為45億年的半衰期，僅有當初的一半多，而半衰期12.5億年的鉀-40的活動只剩下原來的8%。這些同位素的活動（由於衰變）對人類的實際的影響非常小，因為人類發展的歷史在最近的活動，相較於數十億年的半衰期只佔了很小的一部分。換個方法說，是人類的歷史太短，相對於數十億年的半衰期，這些長壽的同位素活動在這顆行星上已經持續不斷的在進行著。
另一方面，許多短半衰期的同位素，比起強度更高的放射性同位素，卻未在地球的環境中衰減殆盡，這是因為自然界不斷的創造它們。像是碳-14（宇宙成因）、鐳-226（鈾-238衰變的產品）、氡-222（鐳-226衰變的產品）。

#### 來自人體內的輻射
一些組成人體的基本元素，主要是鉀和碳，具有放射性同位素，會使我們的背景輻射量增加而變得更為明顯。來自外部的放射性物質，不包括內部的汙染，人體從生物體吸收的內部輻射暴露量最大的就是鉀-40，每秒鐘大約有4,300個40K原子核衰變，使鉀原子的衰變成為輻射數目的最大來源。40K生成的β粒子能量是14C的10倍，14C的衰變每秒中產生的β粒子約為1,200個。但是，有一半的14C原子是處於細胞的遺傳資訊內，而鉀原子不在DNA的成分內。在DNA內的14C原子每秒約有50個衰變，從碳原子變成氮原子。

#### 氡
氡雖然是一種稀有元素，但在世界上許多的地區都可以發現到高濃度的這種強烈的放射性元素，但特別受到關注的原因是因為他是來自地面的電離輻射，且對人體健康有重大的危害。氡是由鈾的衰變產生的，在地殼中是較常見的元素，但是通常集中在世界各地含礦的岩石內。氡由這些礦石中滲漏出來，進入大氣層或地面的水中，而且它可以在這些地區的住宅內累積到足以傷害人類的高濃度。在北美洲和歐洲的一些地區，特別是工業化的北部地區，一些絕緣良好和密閉的房屋，已經導致氡成為背景輻射的主要來源。在一些地區，包括英國的康瓦耳和亞伯丁夏，已經有足夠高的天然輻射程度，使得核能許可站無法在該地成立—在它們開始運作之前，背景輻射就已經超過法律允許的數值，而且自然的表土和岩石都需要如同低放射性廢料般的處理。
來自氡的輻射是間接的，氡的半衰期很短（只有4天），但是會衰變成其他固體顆粒的鐳系列有腐蝕性的放射性核素。這些放射性粒子被吸入和保留在肺中的期間，會繼續暴露在輻射中。在受影响地區的人，每年會接受到10毫希的背景輻射。氡是造成肺癌的第二個主要原因，數量緊追在抽菸的數目之後，單單在美國就造成每年15,000至22,000人因癌症而死亡。

## 背景輻射來源整理
| 輻射來源           | 全世界 | 美國  | 日本  | Remark                                                           |
| ------------------ | ------ | ----- | ----- | ---------------------------------------------------------------- |
| 空氣               | 1.26   | 2.28  | 0.40  | 主要來自空氣中的氡                                               |
| 食物與飲水         | 0.29   | 0.28  | 0.40  | 鉀-40、碳-14等                                                   |
| 來自地面           | 0.48   | 0.21  | 0.40  | 與土壤或建材相關                                                 |
| 宇宙輻射           | 0.39   | 0.33  | 0.30  | 與海拔高度相關                                                   |
| 小計（自然來源）   | 2.40   | 3.10  | 1.50  |                                                                  |
| 醫療               | 0.60   | 3.00  | 2.30  | 全世界的統計中排除放射線療法 美國統計中多為電腦斷層與核子醫學    |
| 消費               | -      | 0.13  |       | 自抽煙、航空飛行、建築物等                                       |
| 核子試爆           | 0.005  | -     | 0.01  | 1963年極值為0.01msv，隨時間下降至今，越接近試爆點越高            |
| 職業暴露           | 0.005  | 0.005 | 0.01  | 全世界工人平均為0.7 mSv, 多為礦坑中的氡 美國多為醫療與航空從業者 |
| 車諾比核災         | 0.002  | -     | 0.01  | 1986年極值為0.04，隨時間下降至今，越接近事故地點越高             |
| 核電廠的核燃料循環 | 0.0002 |       | 0.001 | 接近發生源時可高至0.02 mSv                                       |
| 其他               | -      | 0.003 |       |                                                                  |
| 小計（人工來源）   | 0.61   | 3.14  | 2.33  |                                                                  |
| 總計               | 3.01   | 6.24  | 3.83  | millisievert per year                                            |

## 外部連結
- Background radiation description from the Radiation Effects Research Foundation （页面存档备份，存于）
- Environmental and Background Radiation FAQ （页面存档备份，存于） from the Health Physics Society （页面存档备份，存于）
- Radiation Dose Chart （页面存档备份，存于） from the American Nuclear Society （页面存档备份，存于）